# Karl Lißbauer
Karl Lißbauer (* 13. November 1882 in Wien; † 28. Dezember 1941 in Leipzig) war Ministerialrat im österreichischen Justizministerium und Senatspräsident beim deutschen Reichsgericht.

## Leben
Der Katholik war der Sohn eines Prokuristen der Union-Bank in Wien. Er legte 1905 die Judizielle Staatsprüfung („mit gutem Erfolg“) ab. Er wurde promoviert. 1906 wurde er Rechtspraktikant beim Bezirksgericht Wien-Josefstadt, 1908 Auskultant beim Landesgericht Wien. Die Richteramtsprüfung  bestand er 1910 „ausgezeichnet“. 1911 wurde er Richter in Bad Ischl. Mitte Februar 1918 kam er als Hilfsarbeiter in das Wiener Justizministerium und man beförderte ihn kurz darauf zum Bezirksrichter. Im September 1918 wurde er Ministerialvizesekretär und im Juli 1919 Ministerialsekretär. Zum Neujahrstag 1923 folgte die Ernennung zum Sektionsrat und am 24. März 1927 ernannte man ihn zum Ministerialrat. Als Referent war er für die Straf- und Gnadengesuche aus den Oberlandesgerichtssprengeln Wien und Innsbruck zuständig. Ab 1931 war er als Staatskommissär für die Reform der Verwaltung und den Abbau der Lasten im Verwaltungsbereich des Bundesministeriums für Justiz tätig. 1934 wurde er zum Leiter der Bundesfachleitung Justiz der Vaterländischen Front bestellt. 1936 verfasste er den Entwurf des Urhebergesetzes und die amtlichen Erläuternden Bemerkungen. Er gilt daher als Schöpfer der monistischen Theorie im österreichischen Urheberrecht. Nach dem „Anschluss“ Österreichs an das nationalsozialistische Deutsche Reich kam er am 1. April 1939 als Senatspräsident an das Reichsgericht. Er verstarb im Amt.